# Swahilikust

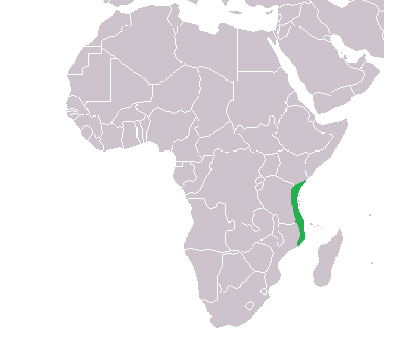
De Swahili kust.

De Swahilikust verwijst naar de kust van Zuid-Oost-Afrika dat door het Swahilivolk wordt bewoond. Landen die deel uitmaken van de Swahilikust zijn:
- Kenia
- Tanzania
- Mozambique
- Comoren